# Associazione Sportiva Bari 1968-1969
Questa voce raccoglie le informazioni riguardanti l'Associazione Sportiva Bari nelle competizioni ufficiali della stagione 1968-1969.

## Stagione
Nella stagione 1968-1969 il Bari disputa il campionato di Serie B, con 47 punti in classifica ottiene la terza posizione che gli vale la promozione in Seria A, con la Lazio prima con 50 punti ed il Brescia secondo con 48 punti. 
Il Bari, sempre affidato alle cure di Lauro Toneatto, disputa un campionato d'avanguardia, secondo al termine del girone di andata con 24 punti alle spalle del Brescia capolista, si conferma anche nel girone discendente, ed ammaestrato dalla delusione della stagione passata, con la promozione sfumata nelle ultime battute del torneo, riesce ad avere la meglio nello sprint finale per la terza posizione sulla Reggiana, e a conquistare la promozione. In Coppa Italia i galletti sono inseriti nel Gruppo Quarto, vinto dal Foggia. Con nove reti Marcello Tentorio è stato il miglior realizzatore stagionale del team.

## Rosa
| N. |                   | Ruolo | Calciatore          |
| -- | ----------------- | ----- | ------------------- |
|    | Italia (bandiera) | D     | Pierluigi Armellini |
|    | Italia (bandiera) | A     | Angelo Carella      |
|    | Italia (bandiera) | D     | Mario Colautti      |
|    | Italia (bandiera) | P     | Gianni Colombo      |
|    | Italia (bandiera) | C     | Claudio Correnti    |
|    | Italia (bandiera) | C     | Francesco Curatoli  |
|    | Italia (bandiera) | A     | Agostino De Nardi   |
|    | Italia (bandiera) | D     | Marcello Diomedi    |
|    | Italia (bandiera) | C     | Mario Fara          |

| N. |                   | Ruolo | Calciatore        |
| -- | ----------------- | ----- | ----------------- |
|    | Italia (bandiera) | A     | Franco Galletti   |
|    | Italia (bandiera) | D     | Aurelio Galli     |
|    | Italia (bandiera) | D     | Pasquale Loseto   |
|    | Italia (bandiera) | C     | Manlio Muccini    |
|    | Italia (bandiera) | A     | Luciano Paganini  |
|    | Italia (bandiera) | P     | Giuseppe Spalazzi |
|    | Italia (bandiera) | C     | Marcello Tentorio |
|    | Italia (bandiera) | A     | Alberto Tonoli    |
|    | Italia (bandiera) | D     | Giancarlo Vasini  |

## Calciomercato

### Sessione estiva[1]
| Arrivi | Arrivi             | Arrivi  | Arrivi                                               |
| R.     | Nome               | da      | Modalità                                             |
| ------ | ------------------ | ------- | ---------------------------------------------------- |
| P      | Giuseppe Spalazzi  | Bologna | prestito dir. riscatto (scambio Mujesan + 6 milioni) |
| D      | Aurelio Galli      | Bologna | definitivo (scambio Mujesan)                         |
| D      | Mario Colautti     | Potenza | definitivo                                           |
| C      | Francesco Curatoli | Monza   | definitivo                                           |
| C      | Mario Fara         | Bologna | definitivo (scambio Mujesan)                         |
| C      | Marcello Tentorio  | Bologna | definitivo (scambio Mujesan)                         |
| A      | Angelo Carella     | Matera  | fine prestito                                        |
| A      | Luciano Paganini   | Bologna | definitivo (scambio Mujesan)                         |
| A      | Alberto Tonoli     | Siena   | definitivo (Toschi + 12 milioni)                     |

| Partenze | Partenze            | Partenze   | Partenze                              |
| R.       | Nome                | da         | Modalità                              |
| -------- | ------------------- | ---------- | ------------------------------------- |
| P        | Ferdinando Miniussi | Inter      | fine prestito                         |
| D        | Bruno Bruschettini  | Siena      | definitivo                            |
| D        | Alberto Gambi       | Matera     | definitivo                            |
| C        | Nicola Bovari       | Maceratese | definitivo                            |
| D        | Roberto De Paoli    | Potenza    | definitivo                            |
| D        | Giulio Zignoli      | Milan      | definitivo                            |
| C        | Francesco Volpato   | Napoli     | definitivo (scambio Curatoli)         |
| C        | Benedetto Marino    | -          | svincolato                            |
| C        | Francesco Casisa    | Ternana    | definitivo                            |
| A        | Bruno Cicogna       | -          | svincolato                            |
| A        | Lucio Mujesan       | Bologna    | definitivo (scambio cinque giocatori) |
| A        | Pierfranco Toschi   | Siena      | definitivo (Tonoli - 12 milioni)      |

## Risultati

### Serie B

#### Girone di andata
| Arbitro: | Vacchini (Milano) |

|              |           |                     |
| Cardillo 55’ | Marcatori | 81’ (rig.) Tentorio |

| Arbitro: | Monti (Ancona) |

|              |           |  |
| Tentorio 27’ | Marcatori |  |

| Arbitro: | Canova (Milano) |

|              |           |  |
| Galletti 87’ | Marcatori |  |

| Arbitro: | Motta (Monza) |

|            |           |              |
| Rigato 24’ | Marcatori | 58’ Tentorio |

| Arbitro: | Vacchini (Milano) |

|            |           |  |
| Pirola 61’ | Marcatori |  |

| Arbitro: | D'Agostini (Roma) |

|          |           |              |
| Fara 75’ | Marcatori | 22’ De Paoli |

| Bari 17 novembre 1968 7ª giornata | Bari            | 0 – 0 | Como | Stadio della Vittoria\| Arbitro: \| Serafino (Roma) \| |
| Arbitro:                          | Serafino (Roma) |       |      |                                                        |

| Cesena 24 novembre 1968 8ª giornata | Cesena               | 0 – 0 | Bari | Stadio La Fiorita\| Arbitro: \| Barbaresco (Cormons) \| |
| Arbitro:                            | Barbaresco (Cormons) |       |      |                                                         |

| Arbitro: | Picasso (Chiavari) |

|                 |           |  |
| Tonoli 38’, 80’ | Marcatori |  |

| Arbitro: | Torelli (Milano) |

|           |           |              |
| Bigon 48’ | Marcatori | 63’ Tentorio |

| Bari 15 dicembre 1968 11ª giornata | Bari               | 0 – 0 | Foggia & Incedit | Stadio della Vittoria\| Arbitro: \| Carminati (Milano) \| |
| Arbitro:                           | Carminati (Milano) |       |                  |                                                           |

| Arbitro: | Michelotti (Parma) |

|          |           |                      |
| Villa 7’ | Marcatori | 43’ Diomedi 48’ Fara |

| Arbitro: | Acernese (Roma) |

|                     |           |                       |
| Rubino 43’ Fava 61’ | Marcatori | 40’ Tentorio 45’ Fara |

| Bari 5 gennaio 1969 14ª giornata | Bari              | 0 – 0 | Lazio | Stadio della Vittoria\| Arbitro: \| Toselli (Cormons) \| |
| Arbitro:                         | Toselli (Cormons) |       |       |                                                          |

| Mantova 12 gennaio 1969 15ª giornata | Mantova             | 0 – 0 | Bari | Stadio Danilo Martelli\| Arbitro: \| Francescon (Padova) \| |
| Arbitro:                             | Francescon (Padova) |       |      |                                                             |

| Arbitro: | Gussoni (Tradate) |

|                                  |           |             |
| Colautti 39’ Tentorio 66’ (rig.) | Marcatori | 75’ Calvani |

| Genova 26 gennaio 1969 17ª giornata | Genoa            | 0 – 0 | Bari | Stadio Luigi Ferraris\| Arbitro: \| Torelli (Milano) \| |
| Arbitro:                            | Torelli (Milano) |       |      |                                                         |

| Catania 2 febbraio 1969 18ª giornata | Catania            | 0 – 0 | Bari | Stadio Cibali\| Arbitro: \| Carminati (Milano) \| |
| Arbitro:                             | Carminati (Milano) |       |      |                                                   |

| Arbitro: | Panzino (Catanzaro) |

|                         |           |              |
| Curatoli 35’ Tonoli 47’ | Marcatori | 3’ Vivarelli |

#### Girone di ritorno
| Bari 16 febbraio 1969 20ª giornata | Bari          | 0 – 0 | Ternana | Stadio della Vittoria\| Arbitro: \| Bigi (Padova) \| |
| Arbitro:                           | Bigi (Padova) |       |         |                                                      |

| Arbitro: | Torelli (Milano) |

|             |           |  |
| Fanello 51’ | Marcatori |  |

| Modena 2 marzo 1969 22ª giornata | Modena        | 0 – 0 | Bari | Stadio Alberto Braglia\| Arbitro: \| Motta (Monza) \| |
| Arbitro:                         | Motta (Monza) |       |      |                                                       |

| Arbitro: | Picasso (Chiavari) |

|                   |           |                                    |
| Colautti 36’, 65’ | Marcatori | 1’ Benvenuto 16’, 30’ Della Pietra |

| Arbitro: | Michelotti (Parma) |

|                                 |           |                   |
| Clerici 21’ (aut.) Tentorio 70’ | Marcatori | 44’, 56’ Vallongo |

| Arbitro: | Monti (Ancona) |

|                  |           |                           |
| De Paoli 3’, 28’ | Marcatori | 56’ Paganini 67’ Galletti |

| Arbitro: | Barbaresco (Cormons) |

|  |           |              |
|  | Marcatori | 30’ Tentorio |

| Arbitro: | Gussoni (Tradate) |

|             |           |  |
| De Nardi 2’ | Marcatori |  |

| Lecco 20 aprile 1969 28ª giornata | Lecco           | 0 – 0 | Bari | Stadio Mario Rigamonti\| Arbitro: \| Lattanzi (Roma) \| |
| Arbitro:                          | Lattanzi (Roma) |       |      |                                                         |

| Arbitro: | D'Agostini (Roma) |

|                               |           |                |
| Ranzani 45’ (aut.) Tonoli 60’ | Marcatori | 65’ Bertarelli |

| Arbitro: | Francescon (Padova) |

|                                         |           |  |
| Garzelli 51’ Saltutti 61’, 81’ Nuti 77’ | Marcatori |  |

| Arbitro: | Branzoni (Pavia) |

|                         |           |  |
| Diomedi 26’ Muccini 67’ | Marcatori |  |

| Arbitro: | Caligaris (Alessandria) |

|                          |           |  |
| Tentorio 50’ Diomedi 84’ | Marcatori |  |

| Arbitro: | Lo Bello (Siracusa) |

|                                      |           |  |
| Soldo 32’ Morrone 54’ F. Mazzola 78’ | Marcatori |  |

| Bari 25 maggio 1969 34ª giornata | Bari           | 0 – 0 | Mantova | Stadio della Vittoria\| Arbitro: \| Monti (Ancona) \| |
| Arbitro:                         | Monti (Ancona) |       |         |                                                       |

| Arbitro: | Vacchini (Milano) |

|             |           |                       |
| Albrigi 31’ | Marcatori | 20’ Diomedi 71’ Galli |

| Arbitro: | Torelli (Milano) |

|              |           |  |
| Galletti 17’ | Marcatori |  |

| Arbitro: | De Marchi (Pordenone) |

|            |           |  |
| Tonoli 50’ | Marcatori |  |

| Monza 22 giugno 1969 38ª giornata | Monza             | 0 – 0 | Bari | Stadio Gino Alfonso Sada\| Arbitro: \| Angonese (Mestre) \| |
| Arbitro:                          | Angonese (Mestre) |       |      |                                                             |

### Coppa Italia - Girone Quarto
| Bari 8 settembre 1968 1ª giornata | Bari                         | 0 – 0 | Pisa | Stadio della Vittoria\| Arbitro: \| De Robbio (Torre Annunziata) \| |
| Arbitro:                          | De Robbio (Torre Annunziata) |       |      |                                                                     |

| Arbitro: | Lo Bello (Siracusa) |

|                              |           |                                                                 |
| Tonoli 75’ Galletti 84’, 85’ | Marcatori | 23’ Merlo 40’ Chiarugi 43’ Rogora 62’ (aut.) Vasini 70’ Mariani |

| Arbitro: | Possagno (Treviso) |

|                                  |           |            |
| Maioli 7’ Rolla 37’ Saltutti 87’ | Marcatori | 53’ Tonoli |

## Statistiche

### Statistiche di squadra
| Competizione | Punti | In casa | In casa | In casa | In casa | In casa | In casa | In trasferta | In trasferta | In trasferta | In trasferta | In trasferta | In trasferta | Totale | Totale | Totale | Totale | Totale | Totale | DR |
| Competizione | Punti | G       | V       | N       | P       | Gf      | Gs      | G            | V            | N            | P            | Gf           | Gs           | G      | V      | N      | P      | Gf     | Gs     | DR |
| ------------ | ----- | ------- | ------- | ------- | ------- | ------- | ------- | ------------ | ------------ | ------------ | ------------ | ------------ | ------------ | ------ | ------ | ------ | ------ | ------ | ------ | -- |
| Serie B      | 47    | 19      | 11      | 7       | 1       | 22      | 9       | 19           | 3            | 12           | 4            | 12           | 18           | 38     | 14     | 19     | 5      | 34     | 27     | +7 |
| Coppa Italia | 1     | 2       | 0       | 1       | 1       | 3       | 5       | 1            | 0            | 0            | 1            | 1            | 3            | 3      | 0      | 1      | 2      | 4      | 8      | -4 |
| Totale       |       | 21      | 11      | 8       | 2       | 25      | 14      | 20           | 3            | 12           | 5            | 13           | 21           | 41     | 14     | 20     | 7      | 38     | 35     | +3 |

### Statistiche dei giocatori
| Giocatore    | Serie B  | Serie B | Coppa Italia | Coppa Italia | Totale   | Totale |
| Giocatore    | Presenze | Reti    | Presenze     | Reti         | Presenze | Reti   |
| ------------ | -------- | ------- | ------------ | ------------ | -------- | ------ |
| P. Armellini | 9        | 0       | 2            | 0            | 11       | 0      |
| A. Carella   | 6        | 0       | -            | -            | 6        | 0      |
| M. Colautti  | 22       | 3       | 3            | 0            | 25       | 3      |
| G. Colombo   | 1        | -1      | -            | -            | 1        | -1     |
| C. Correnti  | 34       | 0       | 2            | 0            | 36       | 0      |
| F. Curatoli  | 4        | 1       | -            | -            | 4        | 1      |
| A. De Nardi  | 30       | 1       | 3            | 0            | 33       | 1      |
| M. Diomedi   | 38       | 4       | 3            | 0            | 41       | 4      |
| M. Fara      | 30       | 3       | 3            | 0            | 33       | 3      |
| F. Galletti  | 33       | 3       | 3            | 2            | 36       | 5      |
| A. Galli     | 36       | 1       | 1            | 0            | 37       | 1      |
| P. Loseto    | 18       | 0       | -            | -            | 18       | 0      |
| M. Muccini   | 37       | 1       | 3            | 0            | 40       | 1      |
| L. Paganini  | 17       | 1       | 1            | 0            | 18       | 1      |
| G. Spalazzi  | 37       | -26     | 3            | -8           | 40       | -34    |
| M. Tentorio  | 34       | 9       | 3            | 0            | 37       | 9      |
| A. Tonoli    | 32       | 5       | 3            | 2            | 35       | 7      |
| G. Vasini    | 19       | 0       | 3            | 0            | 22       | 0      |